# Meloe cicatricosus
Meloe cicatricosus е вид бръмбар от род Майки (Meloe), сем. Meloidae. Среща се в голяма част от Европа, включително и България, както и в някои части на Западна Азия.

## Название

### Научно
Родовото име Meloe е дадено от Линей през 1758 г. и е с неясен произход – вероятно от гр. μηλοω („сондиране, изследване на рана“), свързано с разраняващото действие на хемолимфата на тези бръмбари.
Видовият епитет cicatricosus (cicatrix + -osus) е от латински език и означава „пълен, покрит с белези“, заради характерната скулптура на елитрите, главата и преднегръба.

### Българско
В популярния Атлас по зоология. Безгръбначни животни на Павел Ангелов от 1994 г., Meloe cicatricosus е наречен „Зелена майка“. Според автора, преднегръбът е „слабо бронзовозеленикав, а по краищата с оранжеви ивици“, което обаче не отговаря на вида, нито се споменава в други справочници. Възможно е авторът да е имал предвид вида Meloe cavensis, чийто преднегръб е с такова оцветяване.

## Разпространение
Meloe cicatricosus е сравнително рядко срещан западнопалеарктичен вид. В Европа се среща от Испания до Украйна и Европейска Русия; на север достига южните части на Англия, Полша и Германия, а на юг достига Италия и Гърция. В Западна Азия е установен в Кавказ и Туркестан.

## Външен вид

### Имаго
Имагото е черно, слабо блестящо и варира значително на дължина в диапазона 16-40 mm. Женските обикновено са по-едри.
Главата и преднегръбът са еднакво широки и покрити с гъсто и дълбоко точкуване. Преднегръбът е почти квадратен, със заоблени ъгли. По средата му има тясна, понякога едва личаща, надлъжна бразда.
Антенките с къси, цилиндрични членчета, първите шест от които покрити с гъсти, синкави космици.
Елитрите грапави, като изпъкналостите са широки и лъскави, а разделящите ги вдлъбнатини са по-тесни, матови и набръчкани.

## Начин на живот
Имагото се появява през пролетта. Среща се по ксеротермични склонове, сухи синори и крайпътни райони, железопътни насипи, тревисти низини и предпланини.
Ларвите са паразитоиди в гнездата на различни пчели от род Anthophora.